# 쿠쿠미스
쿠쿠미스(cucumis)는 무료 번역 사이트이다. 번역하고자 하는 문서를 올리면 원하는 사람들이 번역을 해준다. 번역을 요청하려면 포인트가 필요한데, 이는 남의 문서를 번역해주면서 얻는다. 피어 리뷰가 가능하여 어떤 문장에 대한 다른 사람의 번역에 댓글을 달고, 평점을 매길 수 있다.
"지구와 같이 둥글고, 활기와 행복이 가득한 과일인 수박"을 본 따 라틴어로 수박을 뜻하는 쿠쿠미스로 이름을 지었다.
2008년 3월 현재 약 9만 2천명의 회원이 등록되어 있으며, 하루에 약 100개의 문서가 번역된다.

## 같이 보기
- 플리토